# Oxypetalum proboscideum
Oxypetalum proboscideum é uma espécie de planta do gênero Oxypetalum.

## Taxonomia
A espécie foi descrita em 1885 por Eugène Pierre Nicolas Fournier.